# Sildenafil
Sildenafil citrat, (Viagra, Revatio i razna druga trgovačka imena), je lek koji se koristi za tretiranje erektalne disfunkcije i pulmonalne arterijske hipertenzije (PAH). Njega je razvila i prodaje ga farmaceutska kompanija Pfizer. On dejstvuje putem inhibicije CGMP-specifične fosfodiesteraze, tipa 5, enzima koji razlaže cGMP, koji reguliše protok krvi u penis. Otkad je postao dostupan 1998. godine, sildenafil je primarni tretmen za impotenciju. Njegovi konkurenti na tržištu su tadalafil (Cialis) i vardenafil (Levitra).

## Medicinska upotreba

### Seksualna disfunkcija
Primarna indikacija sildenafila je lečenje erektilne disfunkcije (nesposobnosti održavanja zadovoljavajuće erekcije za potpuni polni odnos). Njegova upotreba je postala standardni tretman za impotenciju u svim okolnostima, uključujući dijabetes.
Ljudi na antidepresivima mogu da se suoče sa problem seksualne disfunkcije, bilo usled njihove bolesti ili kao posledica njihovih medikacija. Jedna studija iz 2003. je pokazala da sildenafil poboljšava seksualnu funkciju muškaraca u tim situacijama. Nadovezujući se na ranije izveštaje iz 1999, ista grupa istraživača je utvrdila da sildenafil takođe ima sposobnost poboljšanja seksualnih funkcija kod ženskih pacijenata na antidepresivima.

### Pulmonalna hipertenzija
Pored erektilne disfunkcije, sildenafil citrat je takođe efektivna u lečenju retke bolesti pulmonalne arterijske hipertenzije (PAH). On relaksira arterijske zidove, što dovodi do umanjenog pulmonalnog arterijskog otpora i pritiska. Time se smanjuje opterećenja desne komore srca i poboljšavaju simptomi desnostrane srčane insuficijencije. Pošto je PDE-5 primarno rasprostranjen unutar arterijskog zida glatkih mišića pluća i penisa, sildenafil deluje selektivno u te dve oblasti bez indukovanja vazodilatacije u drugim delovima tela. Pfizer je podneo zahtev za dodatnu registraciju sildenafila kod FDA, i sildenafil je odobren za tu indikaciju juna 2005. Preparat je nazvan Revatio, da bi se izbegla zabuna sa Viagrom, i tablete od 20 miligrama su bele i okrugle. Sildenafil se pridružuje bosentanu i na prostaciklin zasnovanim terapijama za ovo oboljenje.

## Literatura
1. ↑  Vardi M, Nini A (2007). „Phosphodiesterase inhibitors for erectile dysfunction in patients with diabetes mellitus”. Cochrane Database Syst Rev (1): CD002187. PMID 17253475. doi:10.1002/14651858.CD002187.pub3.
2. ↑  Nurnberg HG, Hensley PL, Gelenberg AJ, Fava M, Lauriello J, aq Paine S (2003). „Treatment of antidepressant-associated sexual dysfunction with sildenafil: a randomized controlled trial”. JAMA. 289 (1): 56—64. PMID 12503977. doi:10.1001/jama.289.1.56.
3. ↑  Nurnberg HG, Hensley PL, Lauriello J, Parker LM, Keith SJ (1999). „Sildenafil for women patients with antidepressant-induced sexual dysfunction”. Psychiatr Serv. 50 (8): 1076—8. PMID 10445658.
4. ↑  Nurnberg HG, Hensley PL, Heiman JR, Croft HA, Debattista C, Paine S (2008). „Sildenafil Treatment of Women With Antidepressant-Associated Sexual Dysfunction”. JAMA. 300 (4): 395—404. PMID 18647982. doi:10.1001/jama.300.4.395.
5. ↑  Pfizer, Inc. (6. 06. 2005). „FDA Approves Pfizer's Revatio as Treatment for Pulmonary Arterial Hypertension”. 2005 News Releases. Pfizer. Архивирано из оригинала 14. 06. 2007. г. Приступљено 27. 12. 2005.

## Spoljašnje veze
- Zvanični sajt Viagre
- Zvanični sajt Viagra UK Архивирано на веб-сајту  (4. новембар 2013)
- Revatio
- Informacija o propisivanju Архивирано на веб-сајту  (22. април 2011)
- FDA informacije
- informacije
- Informacije o leku

|  | Molimo Vas, obratite pažnju na važno upozorenje u vezi sa temama iz oblasti medicine (zdravlja). |